# Federica Mastroianni
Federica Mastroianni (Rome, 14 april 1969), is een Italiaanse actrice. Zij is de dochter van de filmeditor Ruggero Mastroianni en nicht van de acteur Marcello Mastroianni. In 1983 won ze een David di Donatello voor beste jonge actrice voor haar rol in State buoni se potete.
Na in haar jeugd een reeks filmrollen te hebben gespeeld, deed ze nog enkel figurantenrollen. Daarna besloot ze het acteren op te geven.

## Filmografie
- State buoni se potete, Luigi Magni (1983) (als de jonge Leonetta)
- Phenomena, Dario Argento (1985) (als Sophie)
- Il grande Blek, Giuseppe Piccioni (1987) (als Claudia)
- Ombre D'amore, Alessandro Ninchi (1990)
- Stelle di cartone, Francesco Anzalone (1993)
- Il cielo è sempre più blu, Antonello Grimaldi (1996)